# Коц, Елена Семёновна
Елена Семёновна Коц (21 августа 1880 — 20 декабря 1967) — переводчица, публицист, правовед, архивист и библиограф.

## Биография
Елена Семёновна Коц родилась в 1880 году в семье врача. В 1898 году окончила Владикавказскую гимназию и переехала в Санкт-Петербург. В 1901 году за участие в участие в студенческих волнениях была арестована. Её выслали из города. Осенью уехала в Париж, где изучала французский язык и посещала лекции в Сорбонне и Русской Высшей школе общественных наук. В 1903 году поселилась в Одессе. Вернувшись в Санкт-Петербург, поступила на юридический факультет Санкт-Петербургского университета, который окончила в 1913 году. С 1910 по 1915 год была сотрудницей журнала «Землевладелец». С 1922 по 1923 год работала в журналах «Архив истории труда в России» и «Русское прошлое». В годы Первой мировой войны была секретарём юридического отдела областного комитета союза городов. С 1929 по 1959 год работала в Публичной библиотеки. Там же стала консультантом в 1930 году, а позже библиотекарем 1-го разряда. С 1944 года заведовала Домом Плеханова. С 1950 по 1959 год была главным библиографом Публичной библиотеки.
Перевела речи Геда, Бебеля, Вальяна на Амстердамском конгрессе (1905), сочинение А. Олара («Культ разума и культ верховного существа во время Французской революции»). Занималась переводами романов Р. Роллана, М. Кордэ, Л. Пиранделло, Л. Кладеля, Ж. Грина, И. Голя, А. Моруа и других. После окончания Великой Отечественной войны участвовала в создании библиографического указателя «Героическая оборона Ленинграда» (совм. с В. А. Каратыгиной; Л.: Лениздат, 1947).

## Основные работы
- «Помощь земледельцу» (1910);
- «Правонарушения в сельском быту» (1914);
- «Крестьянское движение в России: От Пугачевщины до Революции 1905 г.» (1924);
- «Крепостная интеллигенция» (1926).

## Награды
- Медаль «За оборону Ленинграда»;
- Медаль «За доблестный труд в Великой Отечественной войне 1941—1945 гг.»;
- Медаль «В память 250-летия Ленинграда»;
- Почетная грамота Министерства культуры СССР.